# Acer chionophyllum
Acer chionophyllum é uma espécie de árvore do gênero Acer, pertencente à família Aceraceae.